# Awakenings (festival)
Awakenings es un festival de música techno en los Países Bajos, organizados por la agencia de evento Monumental Productions BV. El Festival Awakenings se celebra todos los años en el recinto recreativo Spaarnwoude (a medio camino entre Ámsterdam y Haarlem) en junio.
Recibió 35,000 visitantes en 2012; También se organizan varios eventos en el Gashouder de Westergasfabriek, ubicado en el Westerpark de Ámsterdam . Es en esta antigua fábrica de gas donde se organiza la primera edición del festival30 de marzo de 1997, con los disc jockeys Angelo, Billy Nasty, Derrick May, Dimitri, Godard y Nick Rapaccioli.

## Historia
En 2000, se organizaron eventos en el Now & Wow en Róterdam, durante la renovación del Gashouder. Los eventos se llevaron a cabo a su vez en Róterdam y en el NSDM en Ámsterdam. El 18 de febrero de 2005, el Westergasfabriek fue elegido nuevamente como sede de despertares. En 2008, se organizó un festival Awakenings por primera vez en el Klokgebouw en Eindhoven.
En octubre de 2006, la policía realizó controles durante una de las noches y arrestó a 131 personas. Otro control en noviembre condujo a 82 arrestos. El mismo año, la Fiesta del Despertar, que iba a tener lugar en el NDSM-werf el 31 de diciembre no recibió autorización de la ciudad luego de una opinión negativa de la policía y los bomberos. El organizador del festival, Rocco Veenboer, declaró que había una lesión porque otras noches del mismo tipo estaban autorizadas en el mismo lugar. durante una reunión del consejo de la ciudad 15 de diciembre, el alcalde de la ciudad, Job Cohen, explicó que la policía no podría proporcionar seguridad durante el festival dada la cantidad de drogas duras encontradas en ediciones anteriores del festival.

## Eventos
El principal evento del año es el Festival Awakenings, que tiene lugar el último fin de semana de junio en Spaarnwoude. La 13ª edición se celebró en 29 de junio de 2013. Awakenings también organiza festivales de día en varias ocasiones durante todo el año, como el fin de semana de Pascua en marzo-abril, durante el Amsterdam Dance Event el  octubre o para el New Año a finales de diciembre.
Desde la venta de la franquicia a SFX Entertainment en 2014  , que también es propietaria de ID&T , la franquicia se ha exportado a Inglaterra (Mánchester), Estados Unidos (Nueva York) y Bélgica,(Amberes) teniendo una gran aceptación.